# 杏影
杏影（1912年—1967年1月5日），原名楊守默，笔名有公孙哲、里奇、爱欲生、芍红、杨杰等，生於中國四川。日本大學畢業。1954年南下，五六十年代在新加坡南洋商報主編文藝副刊，培養了不少青年寫作者，對馬華文壇做出了很大的貢獻。至今仍受到寫作人的懷念和景仰。他的哲理散文，內容閃爍著智慧的光芒，文筆綿密韻秀。

## 著作
《讀書和寫作》、《趁年輕的時候》、《書與人》、《想想寫寫》、《愚人的世紀》、《散文選集》等。